# Ponte Anita Garibaldi

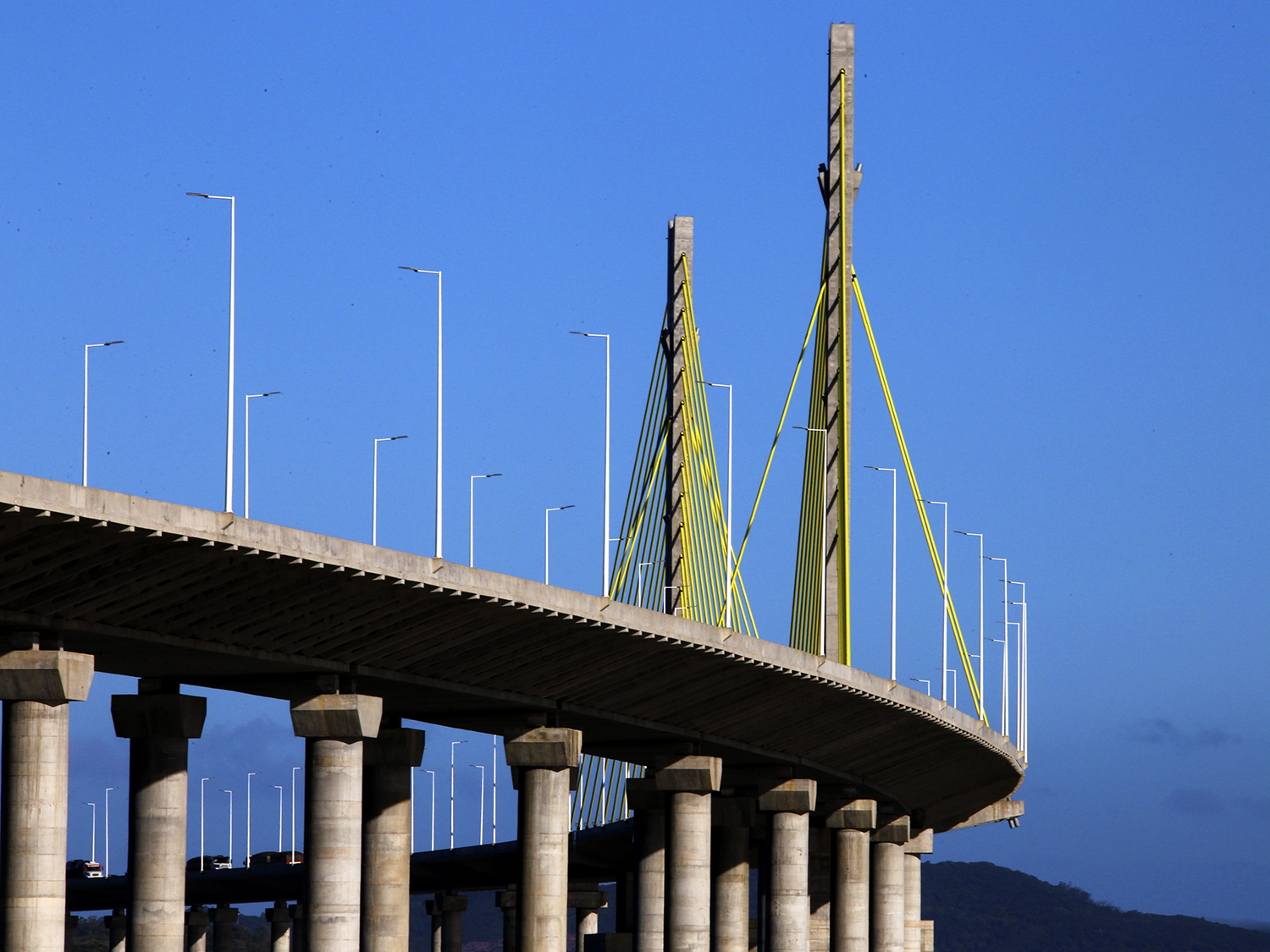
O trecho estaiado em curva da ponte.

A ponte Anita Garibaldi  é uma ponte suspensa em formato estaiado localizada no município de Laguna, no sul do estado de Santa Catarina. É uma das maiores pontes do Brasil.
É a segunda ponte estaiada em curva do Brasil, com mais de 2,8 km de extensão em pista dupla, com 400 metros de vão central suspensos por 60 cabos de aço e duas torres que atingem mais de 50 metros de altura.
Teve suas obras iniciadas em 2012 pelo Programa de Aceleração do Crescimento (PAC), num custo de aproximadamente R$ 777,1 milhões com objetivo de melhorar a ligação da BR-101 e aliviar os congestionamentos constantes na região.
Foi entregue em julho de 2015 para o tráfego de veículos com a visita da ex-presidente Dilma Rousseff.